# D́
Cette page contient des caractères spéciaux ou non latins. S’ils s’affichent mal (▯, ?, etc.), consultez la page d’aide Unicode.
D́ (minuscule : d́), ou D accent aigu, est un graphème utilisé dans l’écriture du popoluca de la Sierra et du võro, dans les romanisations ALA-LC pour translittérer l’altaï, le komi ou le iakoute, et dans la romanisation de l’alphabet kharoshthi. Il s'agit de la lettre D diacritée d'un accent aigu.

## Utilisation
La romanisation ALA-LC des langues non slaves écrites avec l’alphabet cyrillique utilise le D accent aigu ‹ D́, d́ › pour translittérer le dié komi ‹ Ԃ, ԃ › de l’orthographe Molodtsov du komi, le yé ‹ Ј, ј › de l’orthographe altaï, et le dché ‹ Џ, џ › de l’orthographe iakoute de 1939.

## Représentations informatiques
Le D accent aigu peut être représenté avec les caractères Unicode suivants (latin de base, diacritiques) :
| formes    | représentations | chaînes de caractères | points de code | descriptions                                      |
| --------- | --------------- | --------------------- | -------------- | ------------------------------------------------- |
| majuscule | D́               | D◌́                    | U+0044 U+0301  | lettre majuscule latine d diacritique accent aigu |
| minuscule | d́               | d◌́                    | U+0064 U+0301  | lettre minuscule latine d diacritique accent aigu |